# Větrnice narcisokvětá
Větrnice narcisokvětá neboli sasanka narcisokvětá (Anemonastrum narcissiflorum) je vytrvalá horská rostlina z čeledi pryskyřníkovitých.

## Popis
Jedná se o vytrvalou rostlinu dorůstající nejčastěji výšky 20–40 cm s čupřinatým oddenkem. Lodyha je přímá, odstále chlupatá. Přízemní listy jsou dlouze řapíkaté, v přízemní růžici po 4–15, troj až pětičetné, popř jednoduché s čepelí troj až pětisečnou, úkrojky (lístky) jsou členěné, dlanitodílné až dlanitosečné, úkrojky dále dělené. Květy jsou v nejčastěji v okolíku po 3–8, okolík je na bázi podepřen přisedlými listeny, které jsou členěné podobně jako listy. Květy jsou bílé, asi 2–4,5 cm v průměru, vně někdy růžově naběhlé. Okvětních lístků (ve skutečnosti se ale jedná o petalizované (napodobující korunu) kališní lístky a koruna chybí) jsou bílé, nejčastěji jich bývá 5–6. Kvete v květnu až v červenci. Tyčinek je mnoho. Gyneceum je apokarpní, pestíku je mnoho. Plodem je nažka, která je lysá, na okraji křídlatá, na vrcholu asi s 2 mm dlouhým zobánkem. Nažky jsou uspořádány do souplodí. Počet chromozomů je 2n=14.

## Rozšíření
Větrnice narcisokvětá roste přirozeně v horách jižní až střední Evropy, jinde, např. v horách Asie jsou rozšířeny příbuzné taxony. Roste zpravidla v subalpínském až alpínském stupni. V České republice dnes už jen vzácně v Krkonoších a v Hrubém Jeseníku, v minulosti byla udávána i z Králického Sněžníku.

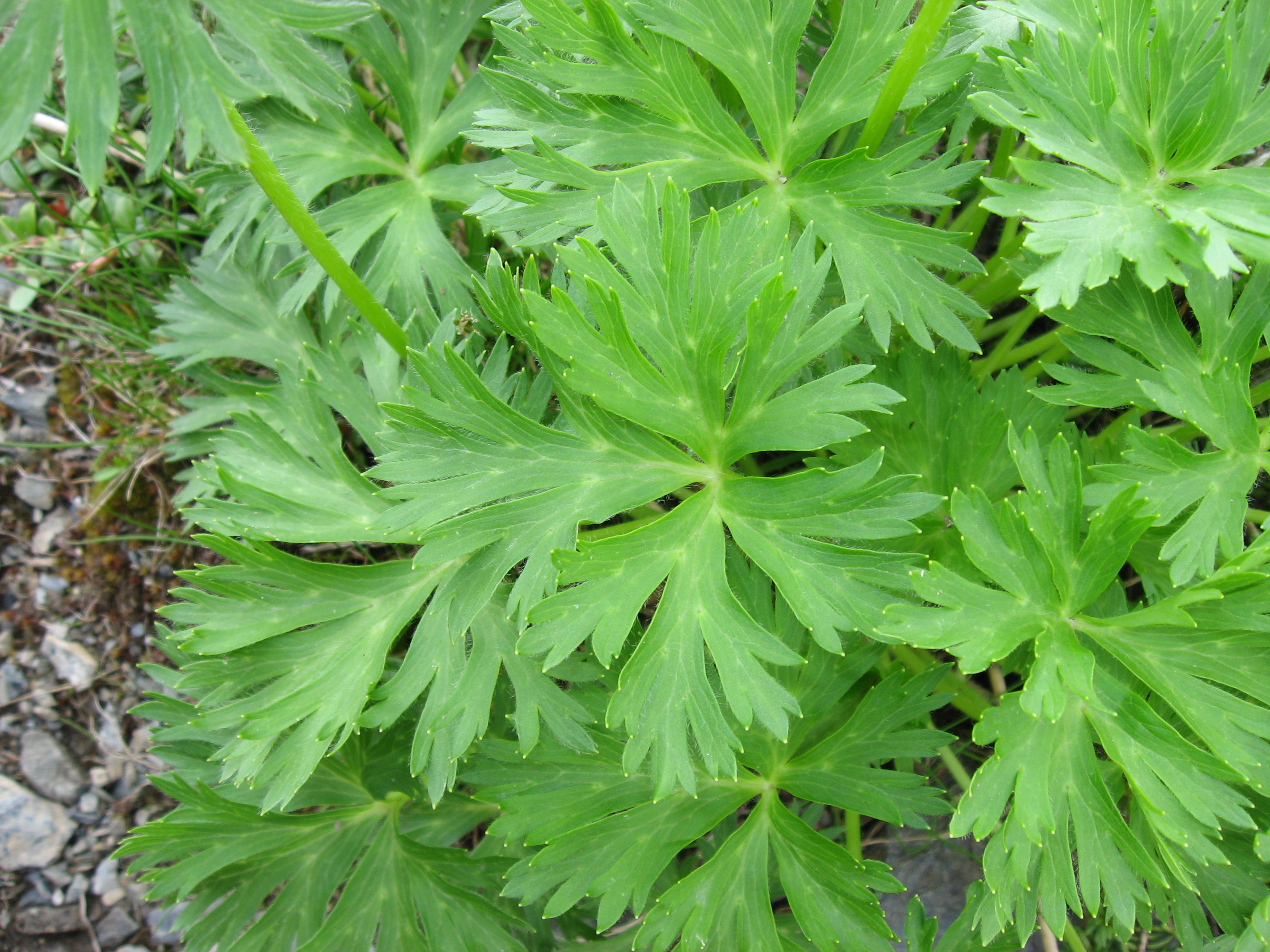
Listy
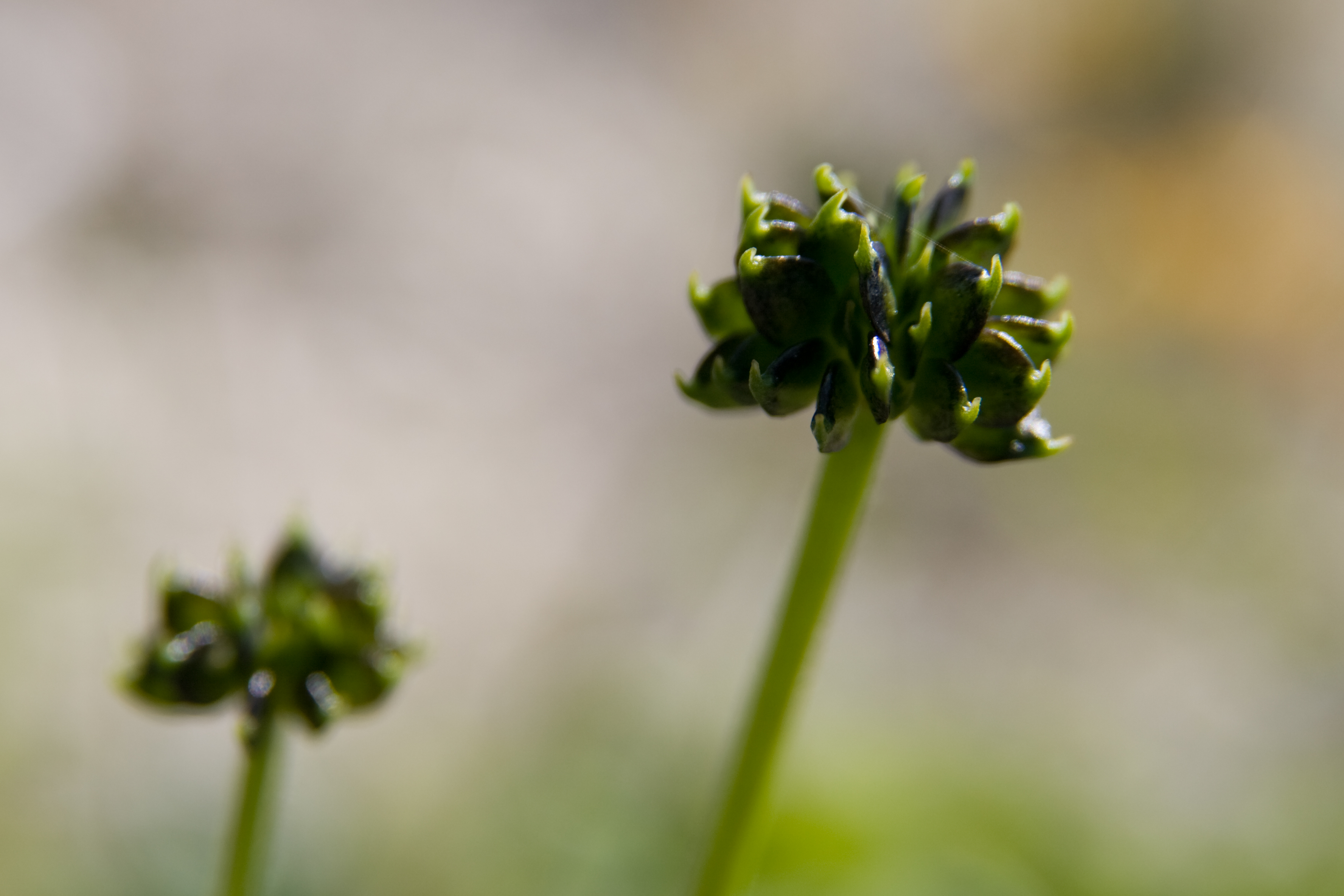
Nezralé souplodí nažek
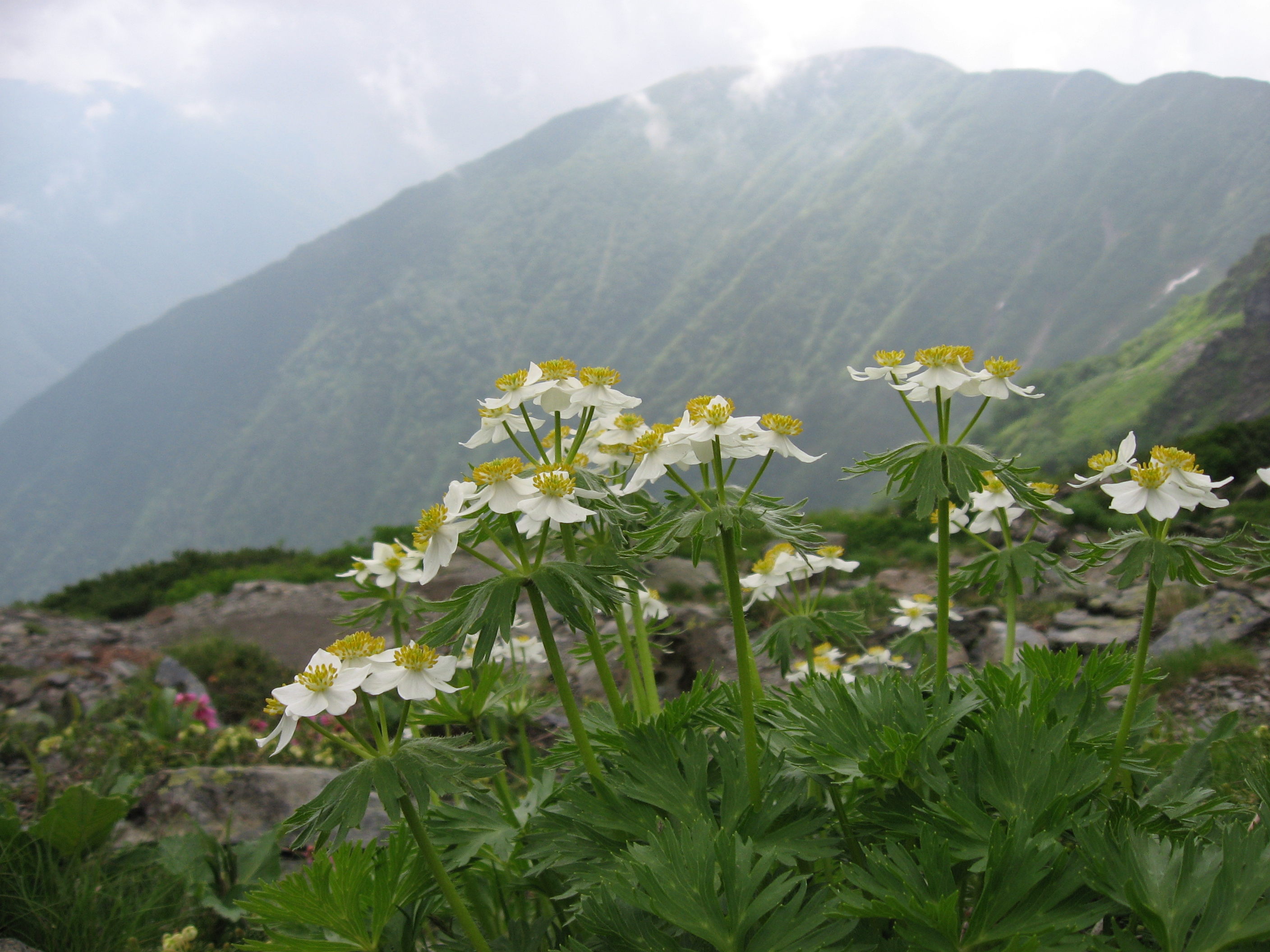
Detail postavení lodyhy, květenství a prostředí, ve kterém se sasanky narciskokvětá vyskytuje

## Taxonomie
Dříve byla větrnice narcisokvětá řazena do široce pojatého rodu Anemone. Později byl vyčleněn samostatný rod Anemonastrum, kam byla zařazena, např. Dostál 1989, Květena ČR. Kubát 2002 od toho upouští a rod Anemonastrum neuznává. V poslední době však autoři rod Anemonastrum opět uznávají, např. Danihelka 2012, Fischer 2005.